# Ruta 11 (Uruguay)
Die Ruta 11 José Batlle y Ordóñez ist eine Nationalstraße in Uruguay.
Die 167 Kilometer lange Straße befindet sich im Süden des Landes und führt von der Küste westlich von Montevideo zur Küste des Rio de la Plata östlich der Hauptstadt durch die Departamentos San José und Canelones. Sie verläuft dabei von der Stadt Ecilda Paullier, wo sie von der Ruta 1 abzweigt, durch die Städte San José de Mayo, Santa Lucía und Canelones. Die Ruta 11 endet schließlich in Atlántida, wo sie auf die Ruta Interbalnearia (IB) trifft. 
Benannt wurde die Straße 1983 nach dem 1929 verstorbenen uruguayischen Journalisten und Politiker José Batlle y Ordóñez.

## Einzelnachweise

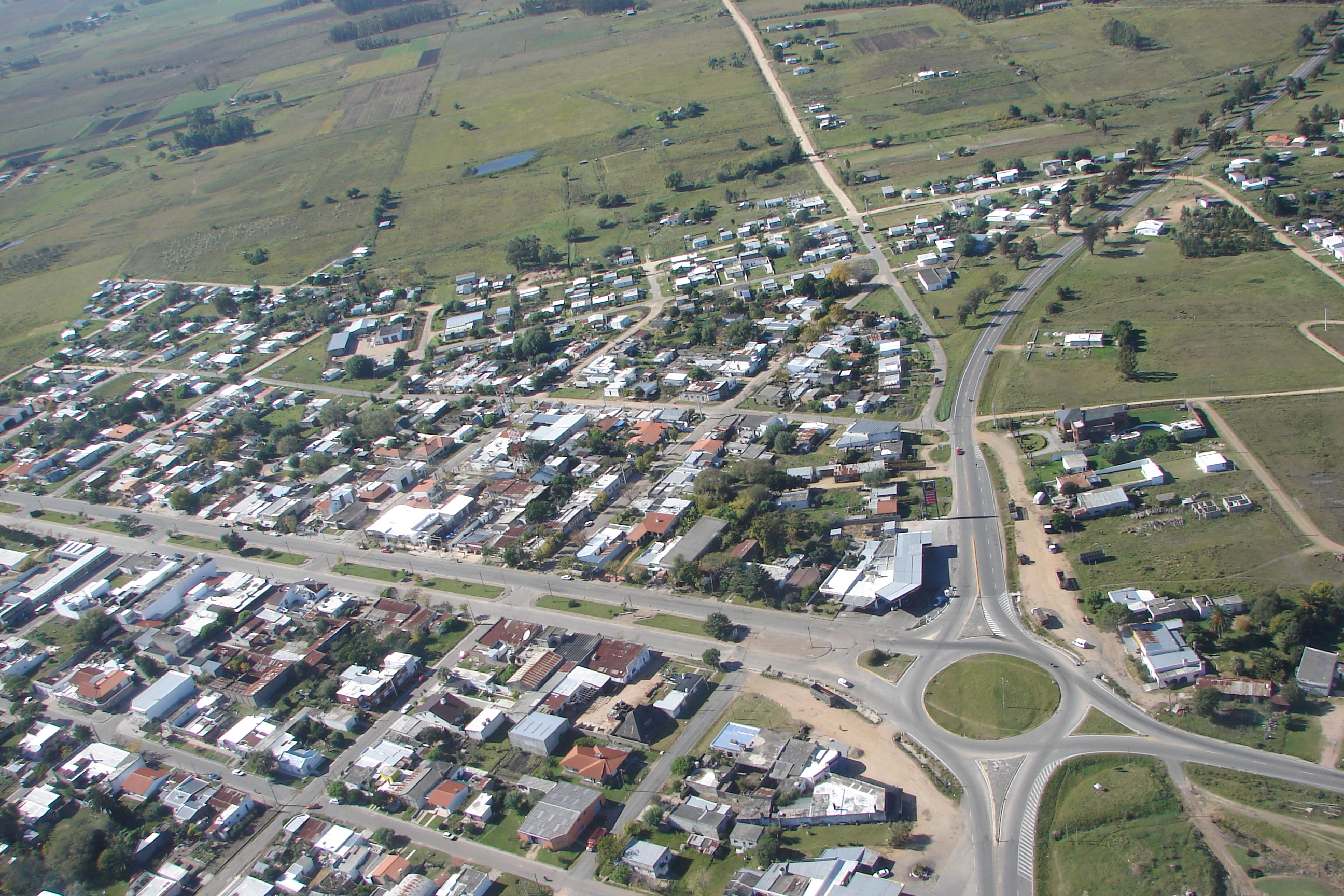
Kreuzung der Ruta 11 (von unten) mit der Ruta 7 (von links) in San Jacinto